# 鐸慈
鐸慈（英語：Patrick Vernon Dodge，1924年2月9日－？），英國殖民地官員，於1950年代至1960年代在英屬香港任職，曾任大埔及元朗理民官等職。

## 生平
鐸慈在1924年2月於英國英格蘭布里斯托出生，於碧仙桃大學取得文學士學位後，於1950年1月加入香港政府任二級官學生（Cadet Officer II），同年4月起任大埔理民官。1950年9月，改任代理元朗理民官，至同年12月為止。11951年6月，他轉任工業貿易署助理署長一職，並於翌年9月起退職學習廣東話。1953年2月，他再任大埔理民官，並於翌年2月返英度假。1954年11月，鐸慈回港復任大埔理民官。
1955年2月，石湖墟發生大火，令該墟市付諸一炬。鐸慈在災後馬上赴上水視察災情，並允諾將推行恢復石湖墟市容的計劃。其後，他與城市設計師主理重建石湖墟的計劃，並擬定發展藍圖作依據。他亦與石湖墟代表張人龍、石湖墟火災急賑會、石湖墟小業主會等組織會談，以促進官民溝通及收集意見。然則，由於石湖墟的地段業權為私人擁有，重建計劃一度因業權及換地問題膠著不前。1955年8月，鐸慈離任大埔理民府，改任輔政司署助理輔政司，並由黎敦義接任其職。
1957年4月，鐸慈改到工業貿易署工作，同年7月再調至新界理民府任理民官，期間曾於1958年5月至9月間署理助理新界民政署長。1959年5月，鐸慈任工業貿易署助理署長，並於同年7月晉升為高級政務官。1961年2月，鐸慈任市政總署的助理署長兼徙置事務處的政務主任。同年7月，升任徙置事務處助理署長，至1962年3月退職。之後，他在1962年8月升任首長級丙級政務官，並於1962年10月至1963年1月間再任工業貿易署助理署長。在此期間，他曾數度成為港府的貿易代表，包括參與1959年的印尼貿易會談、1960年4月的西雅圖貿易節及1963年的聯合國亞洲及太平洋經濟社會委員會會議。
1963年3月，鐸慈任副輔政司及行政立法兩局非官守議員辦事處書記，至1965年4月退職，此後因缺乏資料，鐸慈的去向不明。